# Huỳnh Hùng
Huỳnh Hùng (sinh 25 tháng 1, 1978) là một đầu bếp người Mỹ gốc Việt, được biết đến nhiều nhất với vai trò là quán quân mùa ba của Top Chef, một chương trình truyền hình thực tế về nấu ăn trên kênh Bravo. Anh là đầu bếp điều hành tại Catch, The General, và Catch Miami.

## Cuộc đời và sự nghiệp
Sinh ra ở Việt Nam, Hùng lớn lên ở Pittsfield, Massachusetts và bắt đầu được đào tạo về ẩm thực từ lúc nhỏ tại cửa hàng của cha mẹ vốn là người nhập cư. Anh là người song tính công khai. Anh tốt nghiệp Viện Ẩm thực Hoa Kỳ.